# Страта голодом
«Страта голодом» — книга спогадів Семена Старіва про події Голодомору 1932–1933 в одному із сіл на Черкащині, документальне свідчення про Великий Голодомор. Видана вперше (під псевдонімом Мирон Долот) англійською мовою в США 1985 року. Спогади чималою мірою сприяли розкриттю справжньої суті більшовицького терору голодом. Переклад Ростислава Доценка українською вперше вийшов у видавництві «Українознавство» 1997 року.

## Анотація книги
Семен Старів вперше опублікував спогади про драматичні події 1930–1933 років в рідному селі Вергуни на Черкащині за кордоном англійською мовою під псевдонімом Мирон Долот, щоб не підставляти своїх рідних в Україні. Над книжкою автор працював майже все своє еміграційне життя і дуже хотів, щоб світ довідався про нечуваний злочин проти українського народу, який замовчувався тодішнім режимом.
У книзі автор описує все те, що сам пережив у страшні роки — від 1929 до 1933. Автор докладно описує період примусової колективізації, боротьбу неозброєних селян за свої ділянки землі, за що їх було нещадно придушено, а самі села спустошені.
У передмові він зазначає: «Історія не занотувала жодного іншого такого злочину, як цей голодомор, направлений проти цілої нації… У світовій історії траплялося багато голодоморів, але голод в Україні 1932–1933 років був політичним голодом… Це був голод народовбивчий, що його Сталін зі своїми однодумцями використовував як спосіб підкорити собі українське селянство».

## Видання
- Miron Dolot. Execution by Hunger: The Hidden Holocaust. — New York : W. W. Norton & Company, 1985. — P. 231. — ISBN 0-393-01886-5.
- Старів, Семен Митрофанович. Страта голодом: спогади / Пер. з англ. за ред. Р. Доценка. — К. : Українознавство, 1997. — 250 с. — ISBN 577700895X.